# Прадо, Элисео
Элисео Прадо (исп. Eliseo Prado; 17 сентября 1929, Аргентина, Буэнос-Айрес — 10 февраля 2016, Аргентина, Буэнос-Айрес) — аргентинский футболист, нападающий.

## Клубная карьера
Начинал свою футбольную карьеру в 1948 году в клубе «Ривер Плейт», с 1951 года он становится постоянным игроком основы, вытеснив оттуда уругвайца Вальтера Гомеса. В составе «Ривер Плейта» Прадо пять раз становился чемпионом Аргентины в 1952-57-х годах. В 1959 году Прадо перебрался в команду «Химнасия и Эсгрима» из Ла-Платы, а в 1963-м он перебрался в «Спортиво Итальяно», где и заканчивает в том же сезоне свою карьеру футболиста.

## Международная карьера
Вошел в состав сборной Аргентины на Чемпионат мира 1958 года. Однако из 3-х матчей Аргентины на турнире Прадо принял участие лишь в одном из них: в первой игре группового турнира против сборной ФРГ.

## Достижения

### Клубные
Ривер Плейт
- Чемпионат Аргентины (5): 1952 (чемпион), 1953 (чемпион), 1955 (чемпион), 1956 (чемпион), 1957 (чемпион)